# 1549
| [ Edytuj tabelę ]              | |
| Król Polski                    | - 1530 Zygmunt II August 1572 |
| Współksiążęta Andory           | - 1534 Francisco de Urríes 1551 - 1517 Henryk II 1555 |
| Król Anglii                    | - 1547 Edward VI 1553 |
| Władca Azteków                 | - 1541 Diego de San Francisco Tehuetzquitizin 1554 |
| Elektor Brandenburgii          | - 1535 Joachim II Hektor 1571 |
| Książę Bawarii                 | - 1508 Wilhelm IV 1550 |
| Sułtan Brunei                  | - 1521 Abdul Kahar 1575 |
| Cesarz Chin                    | - 1521 Jiajing 1566 |
| Król Czech                     | - 1526 Ferdynand I Habsburg 1564 |
| Król Danii                     | - 1534 Chrystian III 1559 |
| Dalajlama                      | - 1543 Sonam Gjaco 1588 |
| Cesarz Etiopii                 | - 1540 Klaudiusz 1559 |
| Król Francji                   | - 1547 Henryk II 1559 |
| Król Hiszpanii                 | - 1516 Karol I 1556 |
| Hrabia Holandii                | - 1515 Karol I Habsburg 1555 |
| Szach Iranu                    | - 1524 Tahmasp I 1576 |
| Państwo Wielkich Mogołów       | - 1545 Islam Szah Suri 1553 |
| Władca Inków                   | - 1545 Sayri Tupac 1558 |
| Król Irlandii                  | - 1547 Edward VI Tudor 1553 |
| Cesarz Japonii                 | - 1526 Go-Nara 1557 |
| Kalif                          | - 1520 Sulejman I 1566 |
| Patriarcha Konstantynopola     | - 1546 Dionizy II 1555 |
| Władca Korei                   | - 1545 Myŏngjong 1567 |
| Wielki książę litewski         | - 1530 Zygmunt August 1569 |
| Sułtan Maroka                  | - 1547 Abu al-Abbas Ahmad 1549 - 1549 Muhammad asz-Szajch 1554 |
| Senior Monako                  | - 1532 Honoriusz I 1581 |
| Król Nawarry                   | - 1516 Henryk II 1555 |
| Król Norwegii                  | - 1534 Chrystian III 1559 |
| Sułtan Omanu                   | - 1529 Bakarat ibn Muhammad 1560 |
| Elektor Palatynatu             | - 1544 Fryderyk II 1556 |
| Papież                         | - 1534 Paweł III 1549 |
| Książę Parmy                   | - 1547 Oktawiusz Farnese 1556 |
| Król Portugalii                | - 1521 Jan III 1557 |
| Książę w Prusach               | - 1525 Albrecht 1568 |
| Car Rosji                      | - 1547 Iwan IV Groźny 1584 |
| Cesarz Rzymski (niemiecki)     | - 1519 Karol V Habsburg 1558 |
| Kapitanowie Regenci San Marino | - 1548 Giacomo di Antonio Giannini Francesco di Sebastiano Onofri 1549 - 1549 Giuliano di Marino Righi Girolamo di Evangelista Belluzzi 1549 - 1549 Bartolo Belluzzi Rinaldo di Giovanni Baldi 1550 |
| Elektor Saksonii               | - 1547 Maurycy Wettyn 1553 |
| Król Szkocji                   | - 1542 Maria Stuart 1567 |
| Król Szwecji                   | - 1521 Gustaw I Waza 1560 |
| Król Tajlandii                 | - 1548 Phra Maha Chakkraphat 1568 |
| Sułtan Turków                  | - 1520 Sulejman Wspaniały 1566 |
| Doża Wenecji                   | - 1545 Francesco Donato 1553 |
| Król Węgier                    | - 1526 Ferdynand I 1564 - 1540 Jan II Zygmunt Zápolya 1571 |

Rok 1549 / MDXLIX
stulecia: XV wiek ~
XVI wiek ~
XVII wiek

lata: 1539 «
1544 «
1545 «
1546 «
1547 «
1548 «
1549
» 1550
» 1551
» 1552
» 1553
» 1554
» 1559

## Wydarzenia w Polsce
- 8 stycznia – Kozienice otrzymały prawa miejskie.
- 22 stycznia – Łaszczów otrzymał prawa miejskie.

- W Krakowie wykonano karę śmierci na dziewczynie lekkich obyczajów, która zabiła matkę. Najpierw była „kleszczami targana”, potem zaś zaszyto ją w worku razem z psem i kotem i utopiono.
- Ludność żydowską obłożono podatkiem pogłównym w wysokości 1 złotego polskiego.

## Wydarzenia na świecie
- 29 marca – zostało założone miasto Salvador, pierwsza stolica Brazylii.
- 2 lipca – Zygmunt August zawarł w Pradze przymierze z królem Czech Ferdynandem I Habsburgiem.

- Muhammad asz-Szajch, szejk rodu Saadytów z południowego Maroka, zdobył Fez i obalił dynastię Wattasydów

## Urodzili się
- 24 kwietnia - Georg Henisch, niemiecki lekarz, pisarz, tłumacz i wydawca epoki humanizmu (zm. 1618)
- 2 sierpnia – Mikołaj Krzysztof Radziwiłł, książę, zwany Sierotką, marszałek wielki litewski, wojewoda wileński, podróżnik i pamiętnikarz (zm. 1616)
- 2 listopada - Anna Habsburżanka, królowa Hiszpanii i Portugalii (zm. 1580)

- data dzienna nieznana: 
  - Łukasz Kirby, angielski duchowny katolicki, męczennik, święty (zm. 1582)
  - Kasper Miaskowski, polski poeta (zm. 1622)
  - Ahmad al-Mansur, sułtan Maroka z dynastii Saadytów, syn sułtana Muhammada asz-Szajcha (zm. 1603)

## Zmarli
- 15 lutego – Giovanni Antonio Bazzi, włoski malarz późnego renesansu, powszechnie jako „Sodoma” (ur. ok. 1477)
- 10 listopada – Paweł III, papież (ur. 1468)
- 21 grudnia – Małgorzata z Nawarry, żona Henryka II z Nawarry, królowa Nawarry (ur. 1492)